# 崑崙奴
崑崙奴，又稱《崑崙奴傳》，是《裴鉶傳奇》中的一篇，屬於唐人傳奇，《太平廣記》有收錄。本文寫崔生與一歌妓紅綃相戀，無由相會，幸得崔生家中老僕崑崙奴「磨勒」幫助，有情人終成眷屬。
“崑崙”是唐朝人對印度半島與南洋群島的泛稱，因皮膚黝黑，崑崙有黑色之意，即黑奴。“崑崙奴”是對崑崙人民移居中國的通稱。
磨勒“持匕首飛出高垣，疾若翅翎，瞥同鷹隼，攢矢如雨，莫能中之。頃刻之間，不知所向”，可說具有中國武俠小說的特色與雛形。

## 大意
崔姓世家子弟，年輕俊朗，擔任宮廷的警衛官千牛備身（以下簡稱「崔千牛」），一日，奉父命去探望父親的病中友人，一位當朝一品的「蓋天之勳臣」（以下簡稱「一品官」），遇見了一品官府中穿著紅綃衣服（紅色絲綢所做的衣服）的姬侍，一品官為了示好，讓這位紅綃美女（以下簡稱「紅綃女」）餵崔千牛糖漬水果，紅綃女先伸出三個手指，又五指併攏，翻了手掌三次，指了指胸前的小鏡子，說：「請你記好。」
崔千牛回家後對紅綃女念念不忘，解不開這個啞謎，茶不思飯不想，崑崙奴磨勒幫他破解了謎底：三個手指頭，是說她住在一品官宅邸中的第三間房。翻三次手掌，就是十五個手指，是指十五日，胸前小鏡子象徵滿月。啞謎代表兩天後，十五日月圓之夜，跟你約在一品官家的第三院。磨勒告訴崔千牛，一品官家有曹州孟海出產的猛犬，猛銳難當，世界上只有自己能殺，願意帶領崔千牛去尋找真愛。
日期到了的時候，磨勒帶著崔千牛去了一品官的府上。殺了猛犬，又背著崔千牛翻越十幾道高牆，到達了第三門，見了紅綃女。紅綃女說自己是北方富豪家的女兒，一品官在北方任職時，把她擄到家中當姬侍，希望磨勒也能救出自己，讓自己與崔千牛結為連理。磨勒不但答應了這個要求，還飛簷走壁地幫她載運了三次行李，一品官家中的衛士無人發覺。
次日，一品官知道自己猛犬被殺，門禁被破，非常畏懼，認為是俠士所為，不敢追究。
兩年後，紅綃女出門賞花，被一品官家人發現，一品官召來崔千牛詢問真相，崔千牛不敢隱瞞，和盤托出。一品官說，紅綃女都已經私奔兩年了，願意成全紅綃女與崔千牛，卻認為磨勒的武藝將禍害天下，於是便命令五十名士兵到崔家殺磨勒，五十名士兵亂箭齊飛，居然傷害不了他，磨勒拿起匕首跳出崔府，不知所終。
一品官害怕磨勒報復，嚴格防備了一年，但磨勒也沒有出現。十幾年後，崔家人看到磨勒在洛陽街上賣藥，一點也沒有變老。

## 电影改编
- 2005年中国奇幻电影《无极》